# Ilmar Laaban
Ilmar Laaban (ur. 11 grudnia 1921 w Tallinnie, zm. 29 listopada 2000 w Sztokholmie) – estoński poeta.

## Życiorys
Ilmar Laaban urodził się 11 grudnia 1921 w Tallinnie. W latach 1939–1940 i 1941-1942 studiował kompozycje i pianistykę w konserwatorium w Tallinnie. Od 1940 do 1943 studiował filologię romańską na Uniwersytecie w Tartu. W 1943 przez Finlandię uciekł do Szwecji. W latach 1943–1949 kontynuował studia w zakresie romanistyki i filozofii na Uniwersytecie w Sztokholmie. Później pracował w Sztokholmie jako niezależny pisarz, wykładowca i publicysta. Był skandynawskim korespondentem prestiżowych czasopism włoskich i francuskich. Uznanie zdobył jako znawca sztuki francuskiej. Wygłaszał o niej radiowe prelekcje w Szwecji, jak również prowadził wykłady w Stanach Zjednoczonych. Od 1975 był członkiem International Art Critics Association.

## Twórczość
Ilmar Laaban pisał wiersze od 1938. Jego pierwszy tomik Ankruketi lõpp on laulu algus (Koniec łańcucha kotwicznego jest początkiem pieśni) został opublikowany w Szwecji w 1946. Poeta tłumaczył na język estoński wiersze Guillaume’a Apollinaire’a, Charles’a Baudelaire’a, Jeana Cocteau, P. Emmanuela, H. Michaux, Pierre’a Reverdy’ego, Arthura Rimbauda, Hansa Arpa, Paula Celana, E. Grave, Christiana Morgensterna, Rainera Marii Rilkego, Nelly Sachs, Williama Blake’a, Juana Ramóna Jiméneza, Federica Garcíi Lorki, Gunnara Ekelöfa, E. Lindegrena i B. Malmberga. Twórczość Ilmara Laabana wyrasta z surrealizmu.